# Элко (округ)
Округ Элко (англ. Elko County) — округ, расположенный в восточной части штата Невада с административным центром в городе Элко. По данным переписи 2000 года население округа составляло 45 291 человек, а к 1 июля 2007 года число жителей увеличилось до 50 434 человек.
Округ Элко был образован 5 марта 1869 года выделением территории из округа Ландер (Невада) и по площади занимает четвёртое место среди всех округов США за исключением боро штата Аляска.
Округ Элко входит в одноимённую статистическую область (Статистическую область Элко).

## История
Округ Элко образован в 1869 году из территории восточной части округа Ландер.
Существует несколько версий относительно происхождения названия округа. По одной из версий имя округа происходит от индейского слова «Elko», означающего «белая женщина» или «красивый» («красивая»). Согласно другому широко распространённому объяснению, название округу дал железнодорожный магнат Чарльз Крокер, прибавив букву «о» к английскому слову, означающему в Америке оленя вапити, которых в данной местности и в прошлом и в настоящем времени имелось в достатке.

## География
По данным Бюро переписи населения США округ Элко имеет общую площадь в 17.203 квадратных миль (44 555 квадратных километров), из которых 44 493 км² занимает земля и 62 км² — вода (менее 0,14 % от общей площади). Не считая округов штата Аляска, округ Элко является четвёртым по площади территории среди округов Соединённых Штатов после Сан-Бернардино (Калифорния), Коконино и округа Най (Невада).
Большая часть округа находится в регионе Большого Бассейна, гранича на севере с бассейном реки Снейк. Высота ландшафта в округе варьируется от 1 300 метров в районе Пустыни Большого Солёного озера до 3 401 метров горы Руби. В округе Элко берёт своё начало река Гумбольдта, которая является основным источником питьевой воды для северных территорий штата Невада.

### Соседние округа
- Гумбольдт — запад
- Ландер — юго-запад
- Юрика — юго-запад
- Уайт-Пайн — юг
- Туэле (Юта) — восток
- Бокс-Элдер (Юта) — восток
- Каша (Айдахо) — северо-восток
- Туин-Фолс (Айдахо) — северо-запад
- Овайхи (Айдахо) — север

## Демография
По данным переписи населения 2000 года в округе проживало 45 291 человек, 11 493 семьи, насчитывалось 15 638 домашних хозяйств. Средняя плотность населения составляла около 1,12 чел./км². Расовый состав распределился следующим образом: 82,04 % белых, 0,59 % афроамериканцев, 5,30 % коренных американцев, 0,68 % азиатов, 0,11 % выходцев с тихоокеанских островов, 2,78 % смешанных рас и 8,50 % — других народностей. 19,73 % населения составляли выходцы из Испании или стран Латинской Америки.
43 % от всего числа зарегистрированных семей имели детей в возрасте до 18 лет, проживающих вместе с родителями, 59,30 % представляли собой супружеские пары, живущие вместе, в 8,40 % семей женщины проживали без мужей, а 26,50 % не являлись семьями как таковыми. 20,90 % всех зарегистрированных домашних хозяйств представляли одиночки, при этом 4,80 % составили одиночки старше 65 лет. Средний размер домашнего хозяйства составил 2,85 человека, средний размер семьи — 3,33 человека.
Население по возрастному диапазону распределилось следующим образом: 32,50 % — жители младше 18 лет, 8,80 % — между 18 и 24 годами, 31,50 % — от 25 до 44 лет, 21,30 % — от 45 до 64 лет, 5,90 % — старше 65 лет. Средний возраст при этом составил 31 год. На каждые 100 женщин приходилось 108,80 мужчин, при этом на каждых сто женщин 18 лет и старше также приходилось 109,40 мужчин старше 18 лет.
Средний доход на одно домашнее хозяйство составил 48 383 доллара США, а средний доход на одну семью в округе — 52 206 долларов США. При этом мужчины имели средний доход 41 322 доллара США в год против 24 653 долларов США среднегодового дохода у женщин. Доход на душу населения составил 18 482 доллара США в год. 7,00 % от всего числа семей и 8,90 % от всей численности населения находилось за чертой бедности, при этом 9,50 % из них были моложе 18 лет и 7,60 % — в возрасте 65 лет и старше.

## Города и посёлки
- Артур
- Баллион
- Карлин
- Кобри
- Контакт
- Карри
- Дит
- Динне-Стейшен
- Элко
- Халлик
- Хантер
- Джек-Крик
- Джекпот
- Джарбидж
- Джигс
- Ламоилл
- Ли
- Метрополис
- Мидас
- Монтелло
- Маунтин-Сити
- Нос-Фок
- Оазис
- Овайхи
- Патсвилл
- Пикьоп
- Плезант-Валли
- Риндон
- Шафтер
- Шантитаун
- Саут-Фок
- Спринг-Крик
- Таузанд-Спрингс
- Тускарора
- Твин-Бриджес
- Велкам
- Уэлс
- Уэст-Уэндовер
- Уайлд-Хорс